# 許分
許分（1911年—1999年）是一位生於臺灣嘉義朴子的左派社會主義運動者，他曾加入中國共產黨台灣省工作委員會並於二二八事件後與國民黨政權進行長期武裝對抗。

## 生平
許分年少時曾居住於日本尋求發展，並於當地吸收社會主義思想。返回臺灣後，他於1930年代與朴子同鄉劉啟光、張榮宗參與農民運動，並與楊逵、簡吉等農民組合成員相識結為好友。
戰後，許分對陳儀所領導的政權感到失望，並開始思考未來的行動計畫。1947年，二二八事件爆發，許分與張志忠、陳纂地、簡吉、李媽兜等人組成台灣自治聯軍，分頭與國民黨政權進行武裝對抗；許分任副司令並攻擊崙背、西螺、二崙一帶的基層警政單位，取得槍枝子彈等武器裝備，後在雲嘉南一帶山區建立武裝游擊基地。
1949年，國民政府撤退至臺灣。1950年，中國共產黨台灣省工作委員會（簡稱「省工委」）要員蔡孝乾（1908-1982）遭捕並供出多位成員；其後，省工委開始瓦解，成員開始四處逃亡。此時，許分仍藏匿於山區並協助多位省工委相關成員偷渡至中國；許分的親戚友人則開始飽受情治單位騷擾並遭羅織以各種罪名。
1951年，許分的長子許肇峰遭捕；為救出兒子，許分離開山區前往辦理自新自首。但是，其長子則仍遭囚禁於監獄中六年後方獲釋放。後來，許分遭情治單位監控直至解嚴為止，並因此難以尋得安定工作；最後，許分隨其長子移民至巴西長期定居。
此外，許分亦曾協助楊逵創辦《一陽週報》，並在嘉義市開設「一陽書局」。

## 關聯
- 臺灣農民組合
- 藍博洲
- 楊逵
- 簡吉